# Residentur (Kolonialgeschichte)
Der Ausdruck Residentur bezeichnet in der Verwaltungsgeschichte der Kolonien den Zuständigkeitsbereich eines Residenten, also eines ständigen Vertreters der Kolonialverwaltung beim Herrscher eines kolonialen Gebietes unter ausländischer Oberherrschaft.

## Britische Kolonialgeschichte

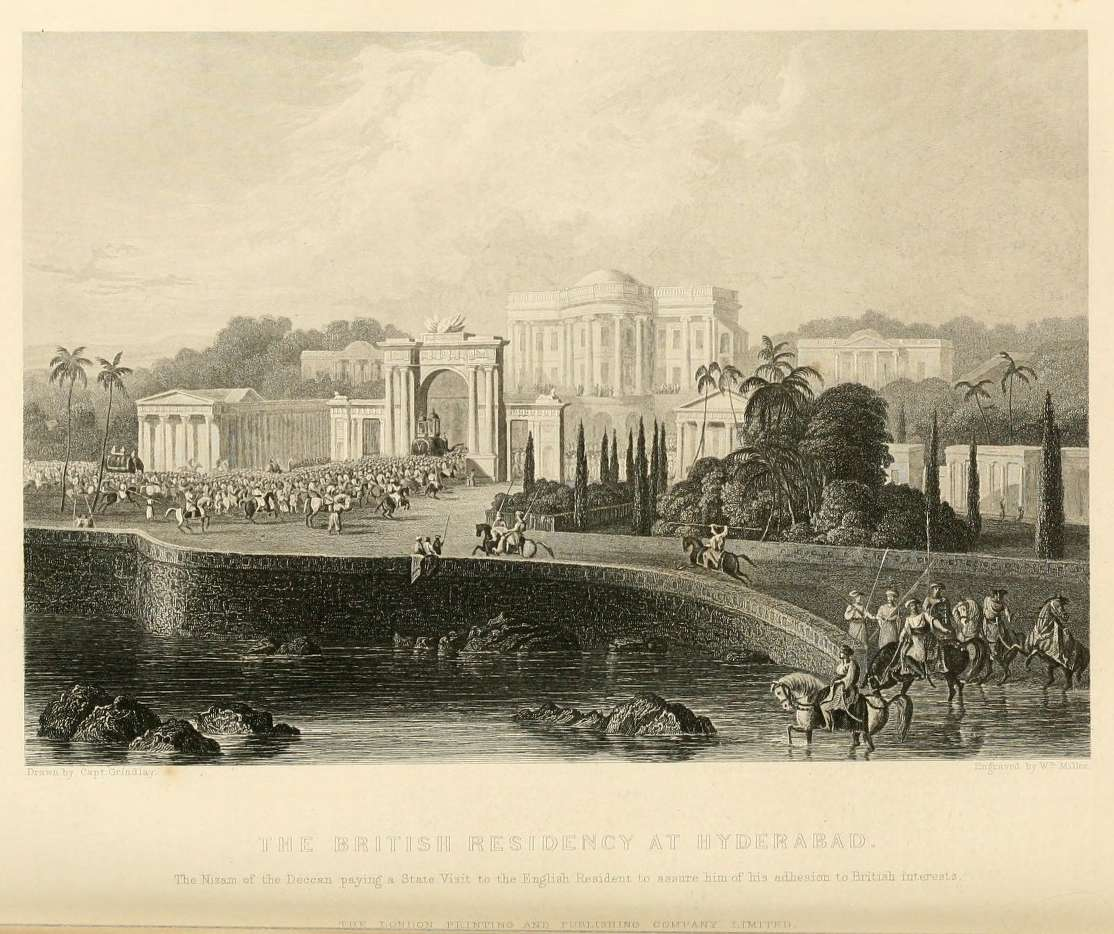
Britische Residentur in Hyderabad, etwa 1860

Residenturen (residency) gab es in zahlreichen Gebieten des britischen Kolonialreiches. Der Resident, dem die Residentur unterstand, hatte die Aufgabe, die Fürstenherrscher nicht nur zu beraten, sondern vor allem zu beaufsichtigen und die Interessen der Kolonialmacht durchzusetzen.  Außer dem resident als ständigen Vertreter der Kolonialverwaltung beziehungsweise der Krone, der bei einem Herrscher tätig war, gab es auch den resident-general, der für mehrere, meist kleinere Gebiete zuständig war. Die Anweisungen der Residenten waren in der Regel bindend, wobei es auch Ausnahmen gab (beispielsweise religiöse Fragen). Die Residenten unterstanden in der Regel einem Gouverneur beziehungsweise einem Hochkommissar der übergeordneten Besitzung. Britische Residenturen gab es zur Zeit des britischen Kolonialreiches unter anderem in folgenden Besitzungen:
- in den Besitzungen in British Malaya war ein resident-general in den früheren Sultanaten Perak, Selangor, Negri Sembilan (und in einigen einzelnen Distrikten) und Pahang akkreditiert, Residenten dann ferner in Kedah, Johore, Sungai Ujong, Kelantan, Penang, Trengganu, Perlis, Brunei usw. (einige mit dem Titel adviser)
- in den zahlreichen Fürstenstaaten in Britisch-Indien wie Gwalior, Lucknow, Mysore, Nagpur, Travancore, Hyderabad, Jaipur, Mewar/Udaipur und Baroda gab es ebenfalls Residenturen
- in Asien wurden außerdem Residenturen beispielsweise in Aden, Burma, Nepal, Oman und Malediven akkreditiert
- von den afrikanischen Residenturen sind vor allem die im Sultanat Witu (heute Kenya), Britisch-Kamerun, in Teilen des Protektorats Nordnigeria und Protektorats Südnigeria, sowie in Südafrika in den Gebieten Natal, beim Volk der Mfengu, in Britisch-Kaffraria oder in Transvaal zu nennen

## Deutsche Kolonialgeschichte
Der Resident in den deutschen Kolonien hatte nicht die Aufgabe, in die eigentlichen Verwaltungsgeschäfte einzugreifen, sondern nach dem System der indirekten Herrschaft den traditionellen lokalen Machthabern kontrollierend und beratend zur Seite zu stehen und die Vertretung der deutschen Interessen gegenüber der einheimischen Bevölkerung wahrzunehmen. Das Modell entsprach den britischen Protektoraten. Im britischen Kolonialreich gab es diese Art von residents schon längere Zeit, als Deutschland sein Kolonialreich aufbaute.
Residenturen bestanden in
- Deutsch-Ostafrika: Ruanda, Urundi (= Burundi) und Bukoba
- Deutsch-Südwestafrika: Schuckmannsburg (Caprivistreifen)
- Kamerun: Adamaua (1913 geteilt in Garua und Ngaundere) und Deutsche Tschadseeländer (Sitz in Kusseri, ab 1913 in Mora).
- Deutsch-Samoa